# Bosgård
Bosgård alternativt Bo, betecknar i fornsvensk och medeltida språkbruk en förvaltningsgård i ett större gårdskomplex.

## Gårdar med namnet
- Bosgård, Harstad socken
- Bosgård, Västra Hargs socken